# Amsterdamstraat (Haarlem)
De Amsterdamstraat is een winkelstraat in de Noord-Hollandse stad Haarlem gelegen in het stadsdeel Haarlem-Oost. De straat vormt het hart van de Amsterdamsewijk, en doet dienst als wijkwinkelcentrum voor de buurten uit de Amsterdamsewijk en de buurt Burgwal. De straat is historisch gegroeid tussen het Nagtzaamplein en de Gedempte Herensingel. In de Amsterdamstraat zijn vooral winkels voor dagelijkse boodschappen gevestigd.
De straat ligt nagenoeg in het verlengde van de Spaarnwouderstraat, een winkelstraat die eindigt bij de Amsterdamse Poort. De Amsterdamstraat heeft door de jaren heen en vooral aan het eind van de 20ste eeuw de functie als winkelstraat voor dagelijkse boodschappen overgenomen van de Spaarnwouderstraat.

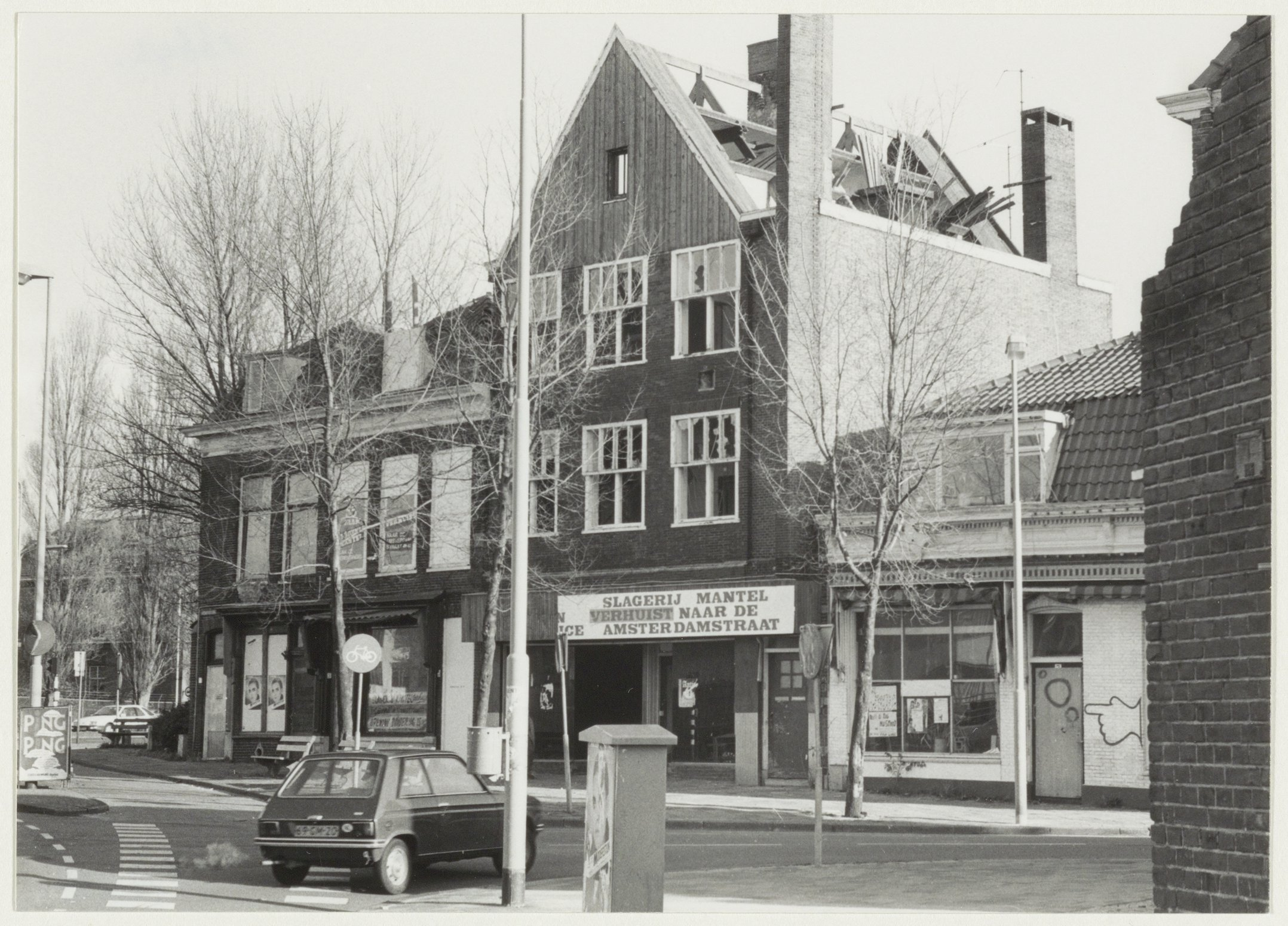
Aanzicht op gesloopte panden op de hoek van de Amsterdamstraat en de Herensingel net tegenover de Amsterdamse Poort

## Monument
In de straat op nummer 57 resteert een kerktoren, de St. Jan de Doper, gebouwd in de periode 1925-1926 van een groter kerkcomplex met de naam Johannes de Doper. Dat complex werd in 1904 in gebruik genomen en in 1973 gesloopt en vervangen door een kerkzaal. De toren bleef gespaard, is inmiddels gemeentelijk monument en is gerestaureerd in 2016.